# Lowesaurus matthewi
Lowesaurus is een uitgestorven geslacht van hagedissen uit de familie korsthagedissen (Helodermatidae). De hagedissen zijn bekend van het Oligoceen.